# Хепреш

Хепреш

Хепреш —  давньоєгипетський царський головний убір. Також відомий під іншими назвами — «блакитна корона» та «військова корона». Фараонів Нового царства часто зображували з короною хепреш, які їдуть на колісницях під час полювання на тварин або під час битв. Також блакитну корону надягали під час різних церемоній.
Хепреш прийнято називати «військової короною», проте сучасні історики утримуються від подібного визначення.
До наших днів не збереглося жодного примірника блакитної корони, тому невідомо як і з чого її виготовляли. Є припущення, що їх робили з тканини або забарвленої в синій колір шкіри, яку зовні покривали дрібними жовтими дисками, що нагадують сонце. Як і у багатьох інших корон, у передній частині кріпився урей.

## Історія
На думку єгиптологів, стела 20799, створена в епоху Другого перехідного періоду, є одним з найранніших згадок про корону хепреш. Аменхотеп I був одним з перших фараонів, кого зображали в блакитній короні. Фараони XVIII-XIX династій носили цю корону як основний головний убор. Після  кушитської династії таку корону більше не зображали.

## Галерея

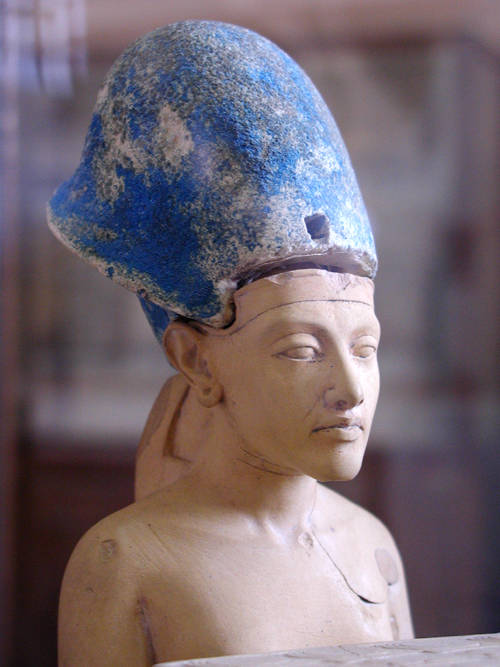
Ехнатон у блакитний короні
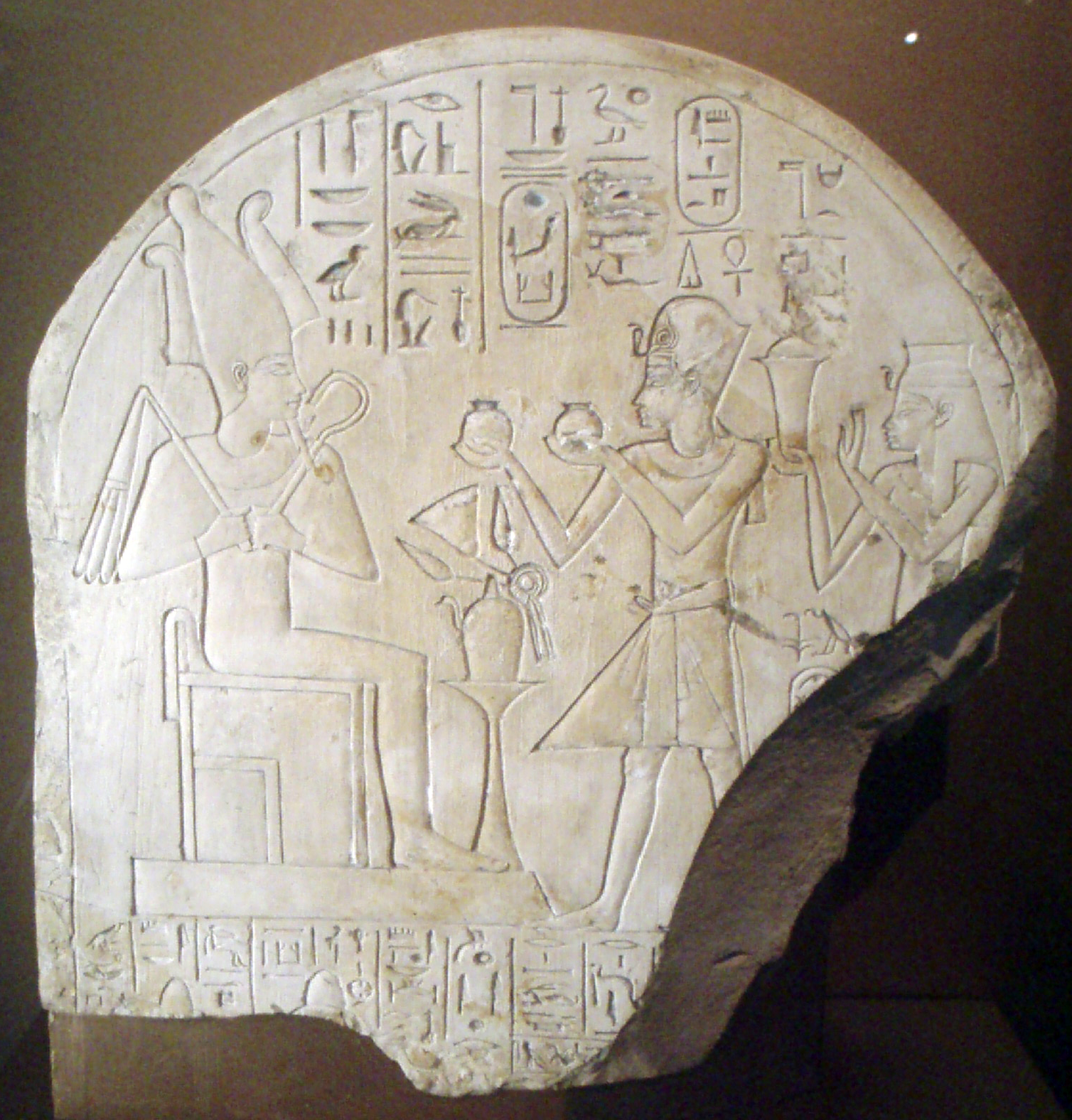
Аменхотеп I перед Осірісом у короні хепреш.
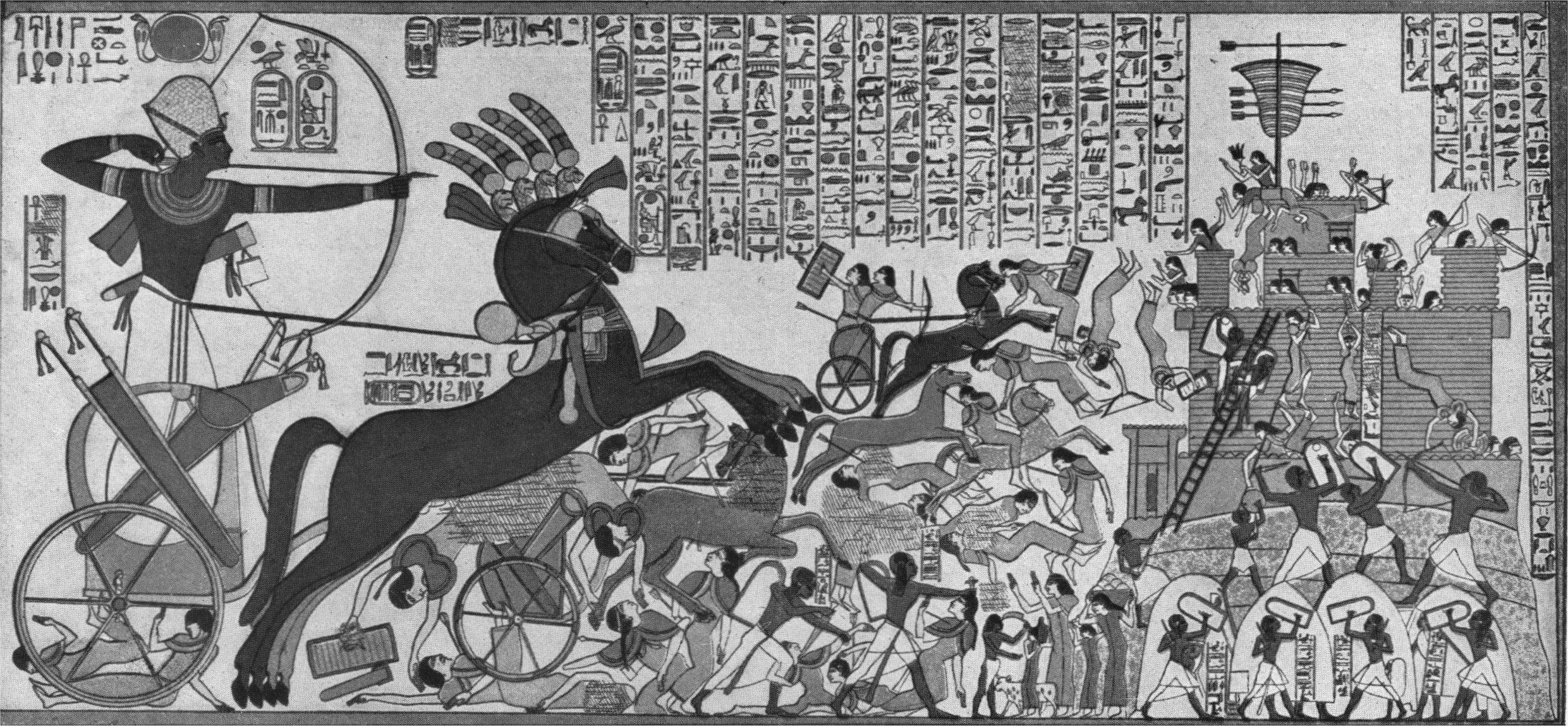
Рамсес II в короні хепреш
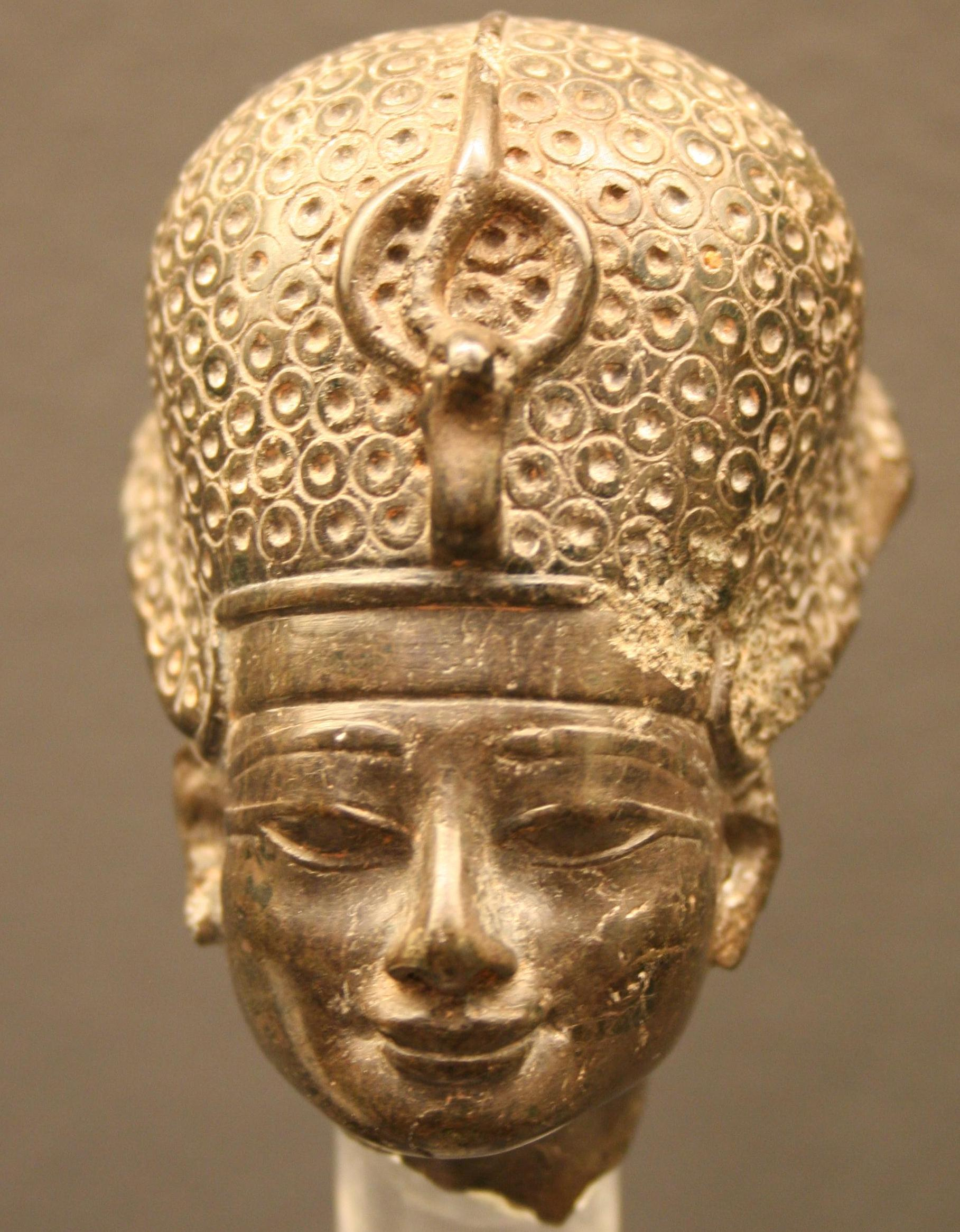
Тутмос IV